# Бесконечность (альбом Tracktor Bowling)
Бесконечность — шостий студійний альбом російського рок-гурту Tracktor Bowling, представлений 21 вересня 2015 року.

## Про альбом
|                                    | До альбому увійшло 12 треків. Робота над ним тривала близько півроку. Диск вийшов різноманітним. Там є як жорсті, металічні бойовики, так і традиційні ліричні балади. Не дивлячись на велику кількість новаторських ідей, «Бесконечность» продовжує стилістичну лінію Tracktor Bowling. |
| — Віталій Демиденко, учасник гурту | |

Ресурси для запису альбому було зібрано із допомогою краудфандингу на сайті «Planeta.ru».

## Список композицій
| #     | Назва                 | Тривалість |
| ----- | --------------------- | ---------- |
| 1.    | «Смерти нет»          | 5:09       |
| 2.    | «Вниз или вверх»      | 4:11       |
| 3.    | «Натрон»              | 4:48       |
| 4.    | «Я жива»              | 4:55       |
| 5.    | «Наш 2006-й»          | 4:53       |
| 6.    | «Война»               | 3:46       |
| 7.    | «Война»               | 3:59       |
| 8.    | «Каждый сам по себе»  | 3:31       |
| 9.    | «С кем я?»            | 4:23       |
| 10.   | «Круги руин»          | 4:25       |
| 11.   | «В сетях одиночества» | 4:19       |
| 12.   | «Бесконечность»       | 6:12       |
| 54:31 |                       |            |